# Z 32 (destroyer)
Pour les articles homonymes, voir Z32.
Le Z 32 est un destroyer de la classe Type 1936A (Mob) construit pour la Kriegsmarine pendant la Seconde Guerre mondiale.

## Historique
Durant sa carrière, il opère principalement dans des ports de la côte Atlantique française occupées par l'Allemagne, en escortant des forceurs de blocus et des sous-marins.
Opérant respectivement au sein des 8e et 4e flottille de destroyers allemande, il participe notamment à la bataille du golfe de Gascogne (en) contre les HMS Glasgow et HMS Enterprise en décembre 1943. Le 9 juin 1944, pendant la bataille d'Ouessant, il est endommagé par les destroyers canadiens NCSM Haida et HMCS Huron. Finalement, le Z 32 tente la fuite mais s’échoue sur l’île de Batz au cours duquel neuf marins allemands trouvent la mort. Le 15 juin 1944, vers 21 h 30, deux vagues de 12 bombardiers chacune l'attaquent sur le sable dans l'angle nord-ouest de l'île de Batz, le détruisant.